# پیلزبوری
پیلزبوری (انگلیسی: Pillsbury) شرکت صنایع غذایی آمریکایی است، که در سال ۱۸۶۹ تأسیس شد.